# Archéobiote
Le terme archéobiote désigne une espèce introduite qui a colonisé un territoire avant l'époque moderne. La date limite fixée est souvent 1492, soit la découverte de l'Amérique par Christophe Colomb. Les termes plus spécifiques d'archéophyte, d'archéozoaire et d'archéomycète sont parfois utilisés pour désigner respectivement les plantes, les animaux et les champignons. Toujours lié plus ou moins directement aux activités humaines, ce phénomène résulte le plus souvent de l'expansion de l'agriculture et de l'élevage lors du Néolithique ou du commerce des Romains. En raison de l'ancienneté de ces introductions, les espèces concernées finissent souvent par être considérées comme des espèces indigènes du territoire en question. On utilise le terme néobiote pour les introductions plus récentes.

Exemples d'animaux archéobiotes en Europe :
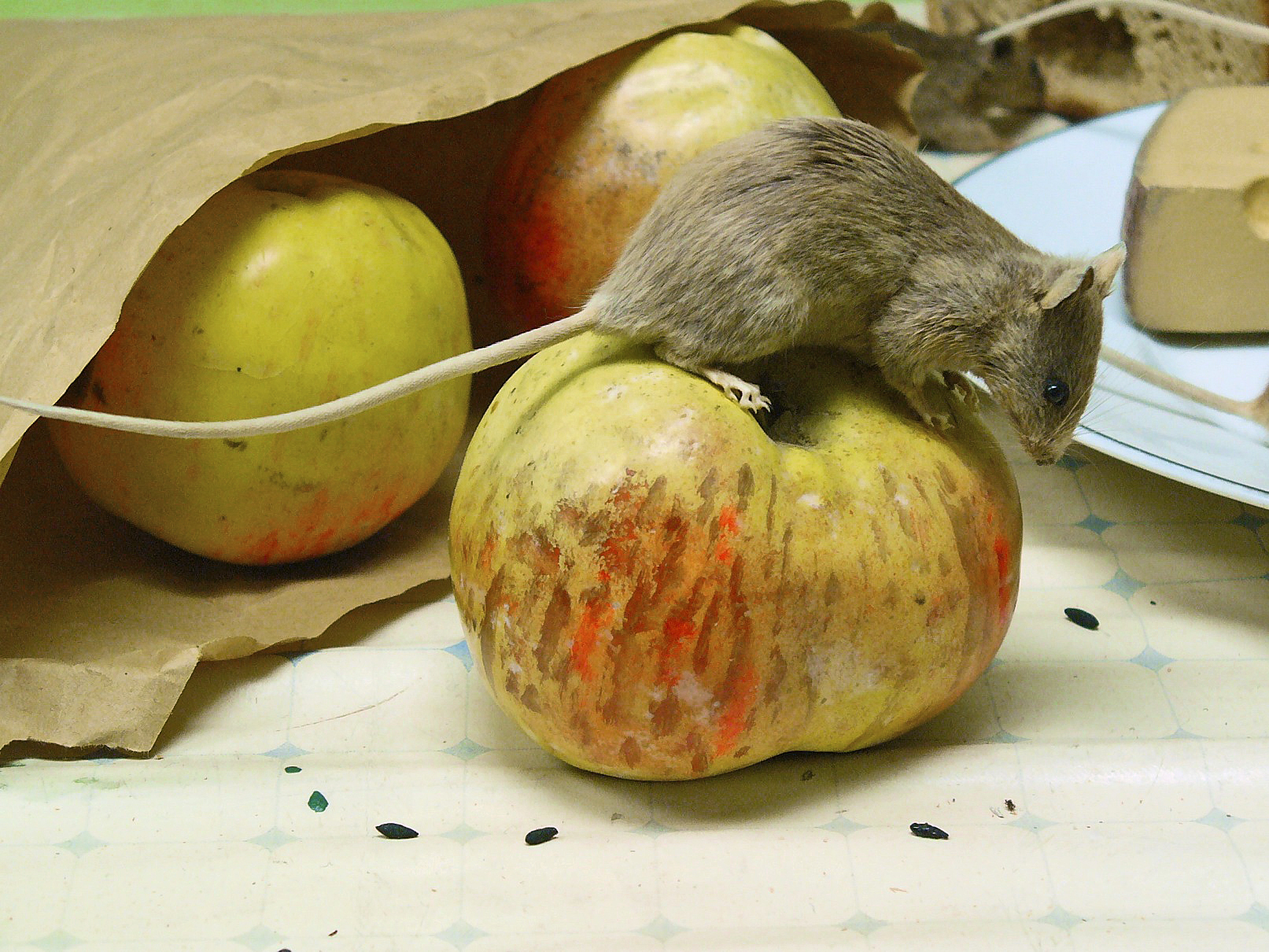
La Souris grise (Mus musculus), par le transport des denrées alimentaires, notamment lors du stockage des céréales.
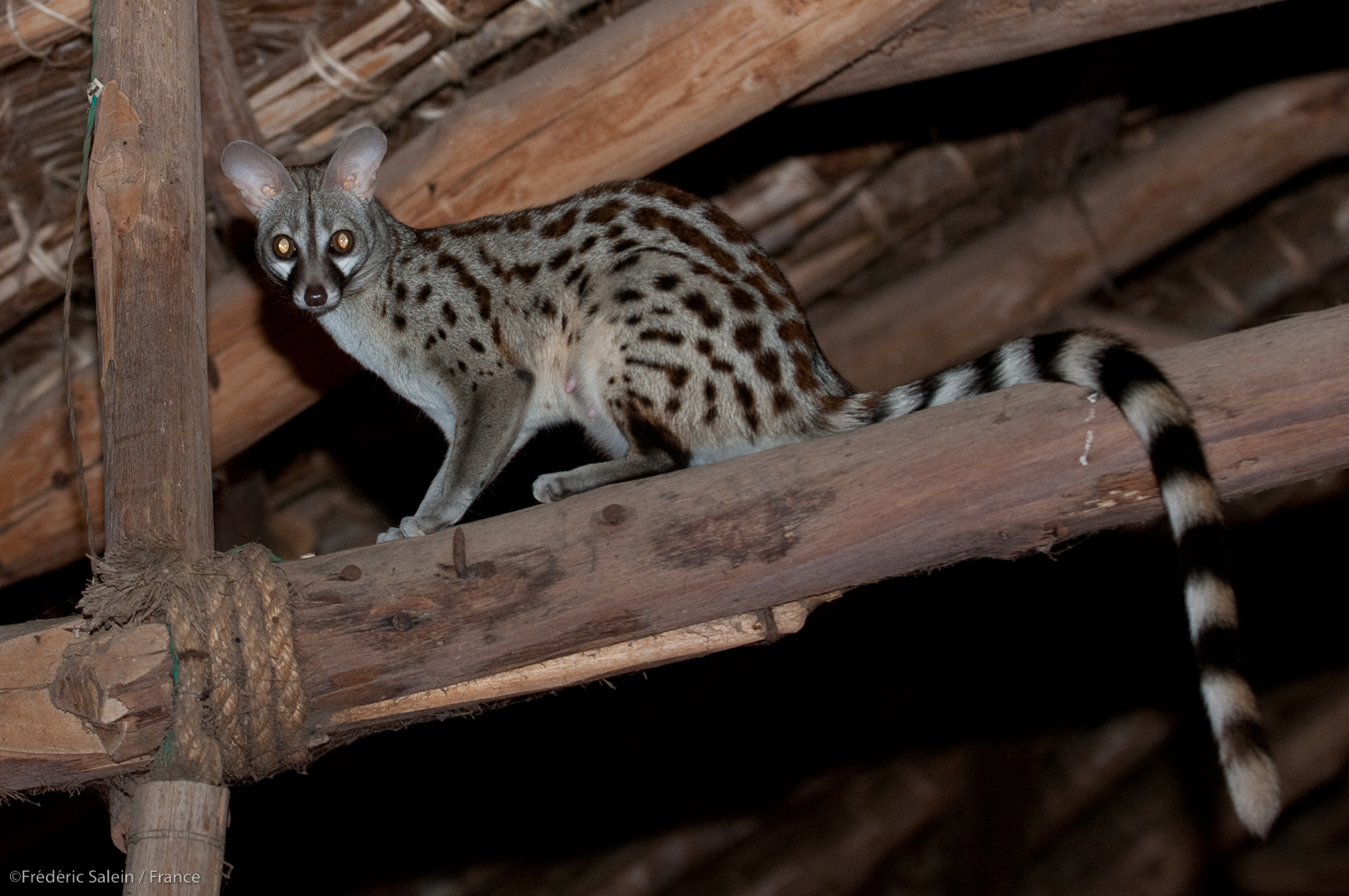
La Genette commune (Genetta genetta), introduite par les Romains pour défendre les récoltes contre les rongeurs.
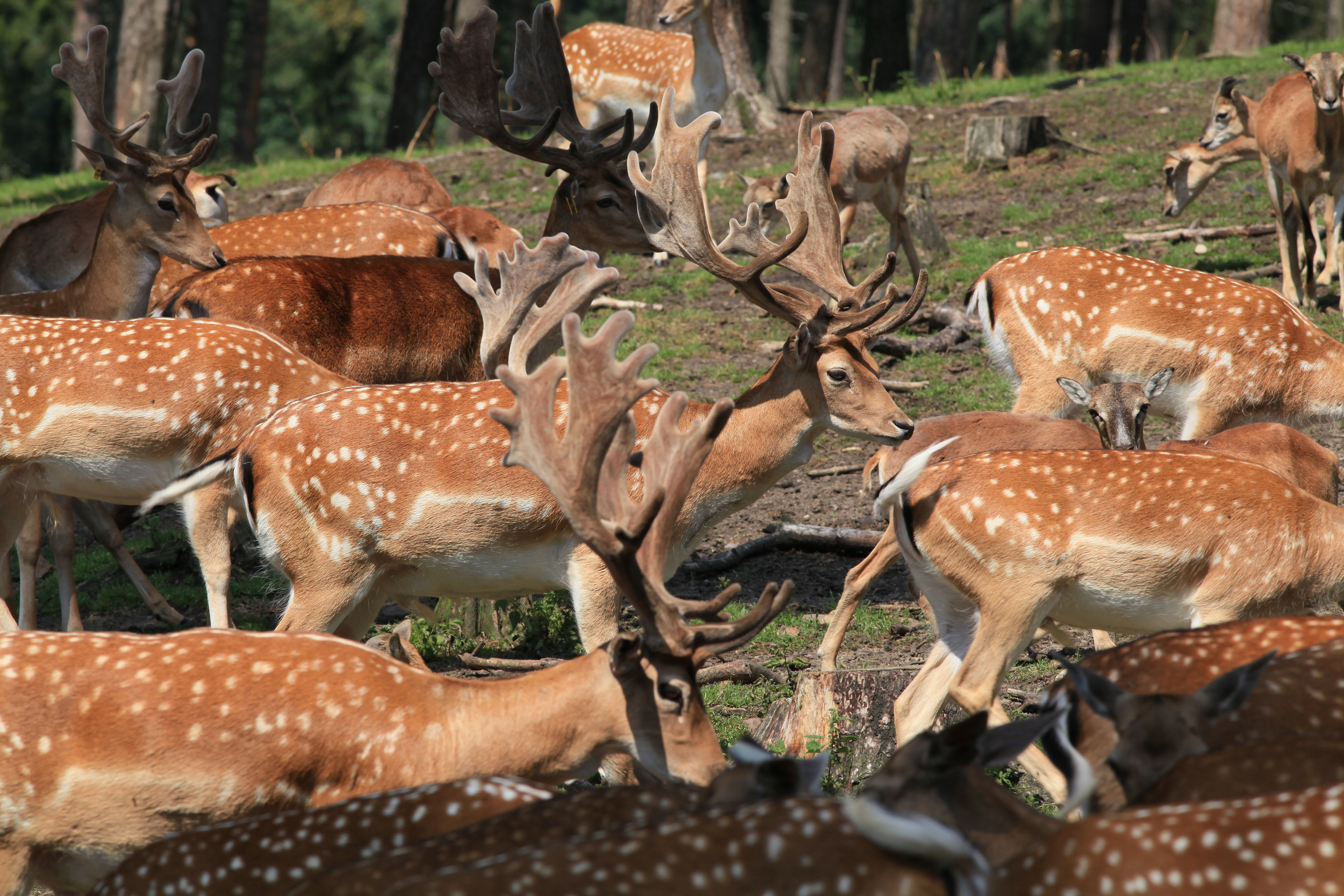
Le Daim européen (Dama dama), utilisé par les Romains comme source de viande ou comme animal d'agrément (en).
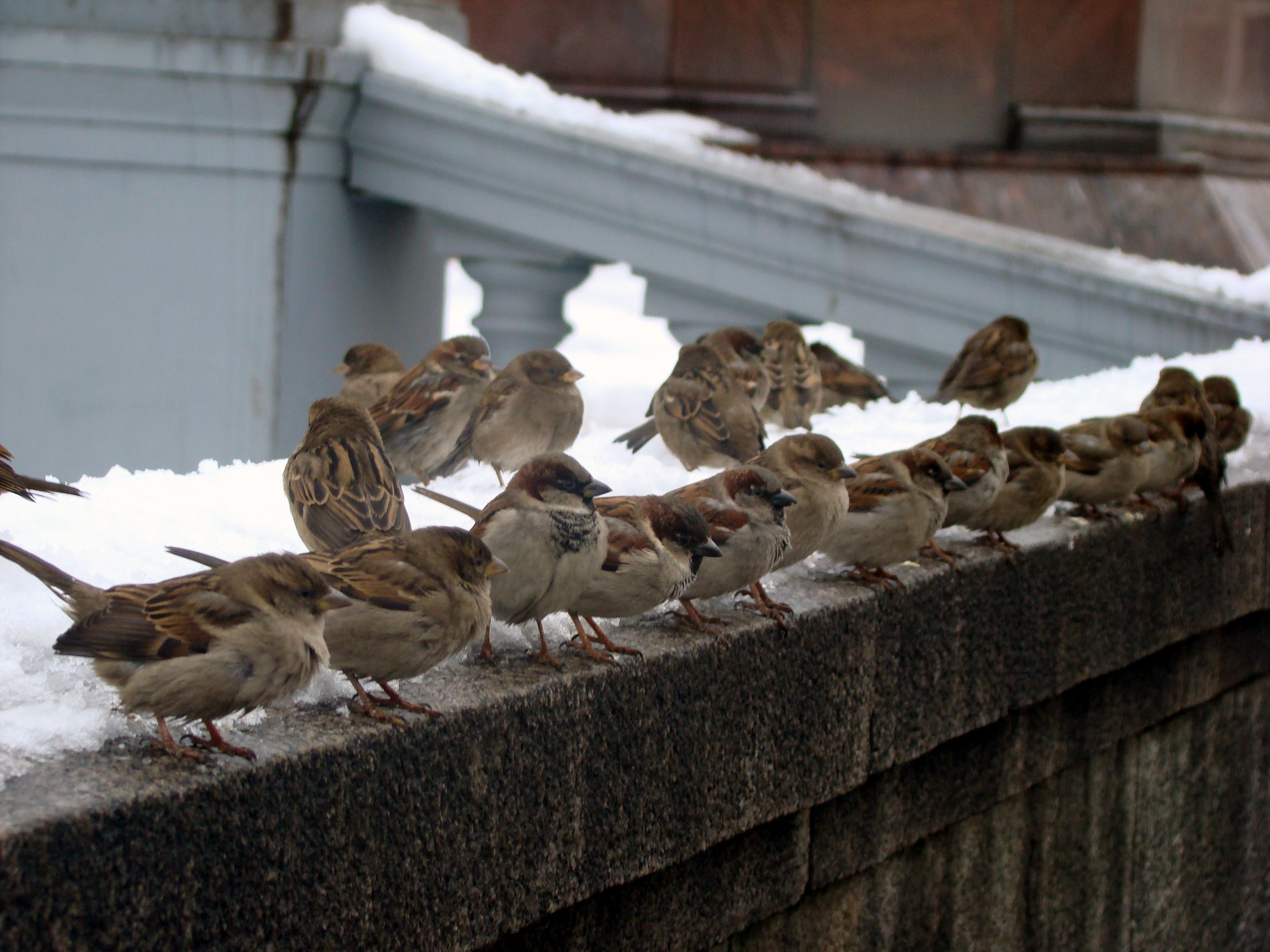
Le Moineau domestique (Passer domesticus), pour les mêmes raisons que la Souris grise.
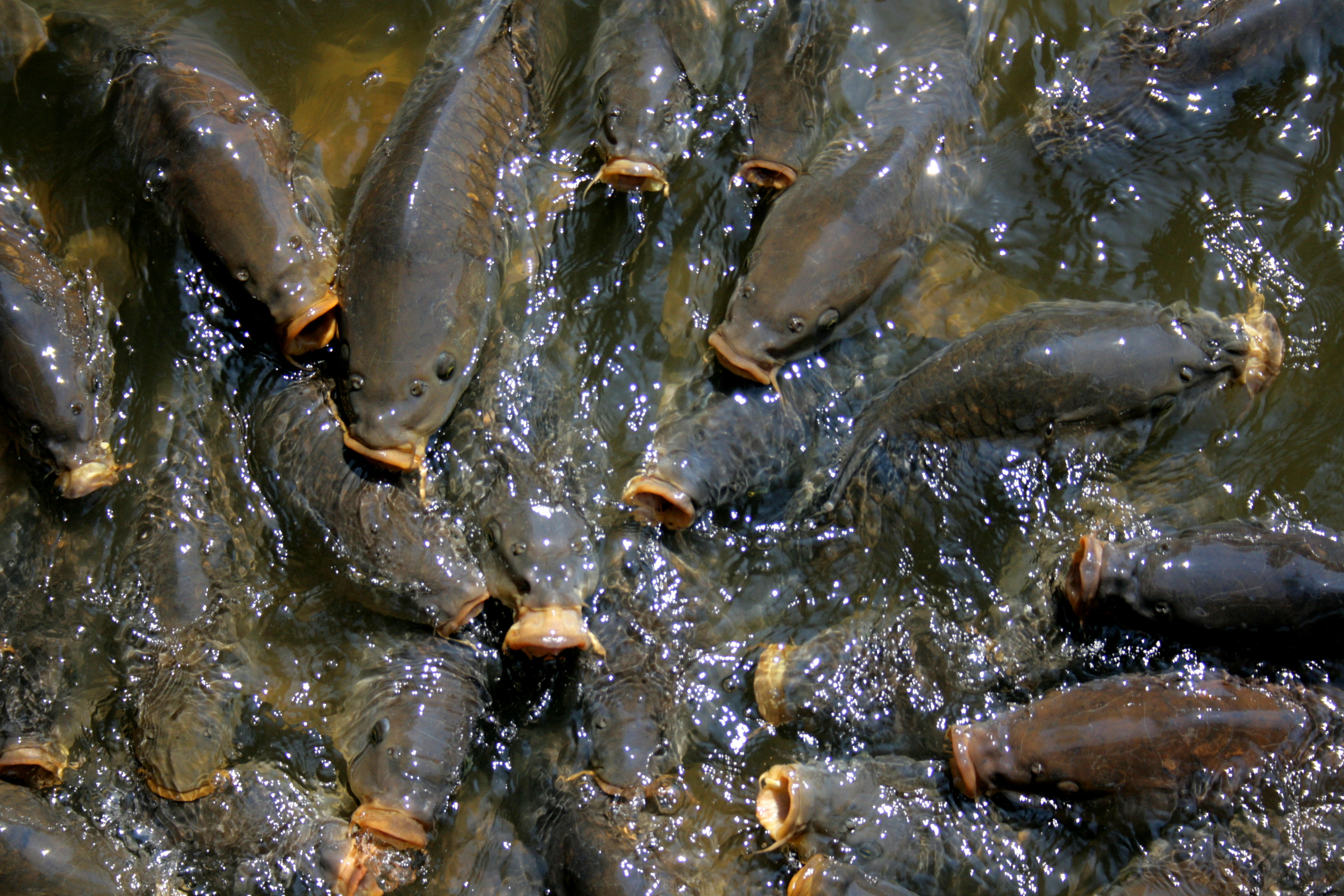
La Carpe commune (Cyprinus carpio), élevée pour la pisciculture ou pour l'ornement.